# Pożar w szkole dla dziewcząt w Mekce
Pożar w szkole dla dziewcząt w Mekce – pożar, który wybuchł 11 marca 2002 roku w szkole średniej nr 31 w Mekce. Łącznie zginęło 15 dziewcząt, a 50 odniosło obrażenia. W chwili pożaru w szkole znajdowało się 835 uczennic w wieku od dwunastu do piętnastu lat i 55 nauczycielek.

## Przebieg wydarzeń
Pożar wywołała jedna z uczennic, która w pośpiechu wyrzuciła niedopałek papierosa do kosza na śmieci. Po dwudziestu minutach nauczyciele poczuli dym, a jeden z nich krzyknął pożar. Wkrótce wśród uczennic wybuchła panika. Przerażone rzuciły się w kierunku drzwi, do jedynej wąskiej klatki schodowej. Kilka minut po wybuchu pożaru zepsuła się instalacja elektryczna. Drzwi były zamknięte, zaś jedyny klucz posiadał strażnik, który wychodząc na obchód zamknął wszystkie osoby w środku. Przez uchwyty na obu skrzydłach przeciągnięto łańcuch. Drzwi zamknięto z obawy przed wtargnięciem mężczyzny do szkoły żeńskiej. Okna były zakratowane i usytuowane wysoko, by przechodnie nie mogli zaglądać do wnętrza. Pomimo zakratowanych okien, część uczennic próbowało uciec nimi.
Według świadków, około godziny 8:20 wszystkie uczennice jeszcze żyły. Mniej więcej w tym samym czasie do szkoły przyjechali sanitariusze i strażacy. Strażacy rzucili się na szkołę, próbując do niej wejść. Krótko po przyjeździe straży pożarnej dotarli członkowie Komitetu Krzewienia Cnót i Zapobiegania Złu (zwanej powszechnie jako muttawy). Muttawa uznała, że uwolnienie uczennic jest sprawą policji religijnej. Komitet zabronił strażakom wchodzić do szkoły. Muttawa tłumaczyła, że uczennice mogły być nieubrane zgodnie z prawem (jak się później okazało, niektóre dziewczynki zostawiły swoje zasłony w klasach). Uczennice, którym udało się uciec przez okna, zatrzymywali członkowie Komitetu i zmuszali je do wrócenia do szkoły po zasłony i abaję. Po początkowej dyskusji doszło do walki pomiędzy członkami muttawy a jednostkami obrony cywilnej. Policja uspokoiła przywódcę Komitetu, zabrała mu dowód osobisty i odciągnęła na bok. Drzwi otwarto i ugaszono przygasający pożar.
W wyniku spalenia, uduszenia lub stratowania zginęło piętnaście uczennic. Pięćdziesiąt doznało poważnych poparzeń.

## Reakcje
Reportaż o pożarze opublikował dziennik Al-Nawda. Artykuł był pierwszą bezpośrednią krytyką muttawy. W prasie zwracano uwagę na złe warunki nauki w szkole. Zdjęcia szkoły przedstawiały między innymi zaczerniały sufit, niezbierane od miesięcy śmieci, brak czujników na dym i systemu alarmowego. Szkoła była faktycznie budynkiem mieszkalnym z dwudziestoma łazienkami i jedenastoma kuchniami, gdzie przestrzeń szkolna zajmowała około pół metra kwadratowego na ucznia. W prasie opisywano również inne szkoły w złym stanie technicznym i zwracano uwagę na bardzo złe warunki edukacyjne. W pewnych placówkach znajdowano węże i skorpiony czy walące się sufity. Zwracano uwagę na częsty brak odpowiedniej liczby gaśnic oraz nie przeprowadzanych obowiązkowych ćwiczeniach ewakuacyjnych. Po opublikowaniu serii artykułów o stanie szkół w Arabii Saudyjskiej, w niektórych szkołach przeprowadzono kontrolę.
Kilka dni po pożarze rodzice uczennic wnieśli skargę pod adresem Prezydencji do spraw Edukacji Dziewcząt. Muttawę oficjalnie oczyszczono z zarzutów. Ówczesny książę Arabii Saudyjskiej Abd Allah ibn Abd al-Aziz Al Su’ud wymusił na ministrze obrony (i swoim przyrodnim bracie) księciu Sultanie rozpoczęcie śledztwa. Przewodniczący Prezydencji do spraw Edukacji Dziewcząt Ali Ben Murszid al-Murszid został odwołany ze stanowiska za zaniedbania w szkole w Mekce. Władzom religijnym odebrano zarządzanie szkołami dla dziewcząt, przekazując jej kompetencje Ministerstwu Edukacji.
Maha al-Muneef, saudyjska działaczka na rzecz praw kobiet, stwierdziła, że zamach w Nowym Jorku oraz pożar w Mekce zepchnęły fundamentalistów islamskich w Arabii Saudyjskiej do defensywy.